# Laborator hiperbar
Laborator hiperbar sau centru hiperbar (engleză - hyperbaric center) este un ansamblu de chesoane și instalații conexe utilizat pentru experimentări în domeniul presiunilor înalte, în hiperbarism.

Experimentările ce se pot efectua într-un laborator hiperbar sunt diverse:
- cercetare științifică (teste ale aptitudinilor fizice și psihice de scufundare la mare adâncime)
- antrenamente cu scafandri
- tratamente prin recompresie, decompresie și oxigenoterapie hiperbară
- testări de aparate și unelte subacvatice de lucru sub apă
- elaborarea de tabele de decompresie și tratament

Centrul hiperbar este compus din mai multe elemente principale:
- chesoane pentru efectuarea de scufundări simulate; unul dintre chesoane denumit hidrosferă este parțial umplut cu apă pentru simularea condițiilor reale din mediul marin
- centrală de măsură și control, comunicații radio și TV
- sistem de regenerare a ambianței chesoanelor
- sistem de recuperare a gazelor
- stații de stocare și prepararea amestecurilor respiratorii
- chesoane pentru experimente pe animale
- aparatură medicală

Unul din primele laboratoare hiperbare construite este cel al firmei Dräger AG instalat în anul 1913 în Lübeck, Germania ce putea fi presurizat până la presiunea de 20 bar (sc.man.) adică adâncimea de 200 m. A fost utilizat în special pentru experimente cu aparate de respirat pentru salvarea echipajelor de pe submarine, precum și aparate de respirat cu circuit semiînchis cu amestec respirator sintetic sau aer.
În prezent există în lume mai mult de 40 de centre hiperbare care aparțin forțelor navale, universități, școli de scufundare profesională, sau firme producătoare de echipament de scufundare.
| Denumire                                                      | Locație             | Operator                                        | Constructor                | Anul instalării | Presiune maximă de lucru (bar) |
| ------------------------------------------------------------- | ------------------- | ----------------------------------------------- | -------------------------- | --------------- | ------------------------------ |
| Drägerwerk                                                    | Lübeck-Germania     | Drägerwerk                                      | Drägerwerk                 | 1913            | 20 bar                         |
| Drägerwerk                                                    | Lübeck-Germania     | Drägerwerk                                      | Drägerwerk                 | 1960            |                                |
| Westinghouse Ocean Research                                   | Annapolis-S.U.A.    | Westingouse Electric Corp.                      | Westingouse Electric Corp. | 1965            | 45...60                        |
| Royal Navy                                                    | Alverstoke-U.K.     | Marina Regală                                   | Daniel Adamson Co.         | 1965            | 34                             |
| Taylor Diving and Salvage                                     | Belle Chasse-S.U.A. | Taylor Diving And Salvage Co.                   | Delta Southern County Inc. | 1967            | 66                             |
| Comex                                                         | Marseille-Franța    | Comex                                           | Comex Services             | 1968            | 68                             |
| Sub Sea Oil Services                                          | Zingonia-Italia     | Sub Sea Oil Services                            | Drass Galeazzi             | 1970            | 60                             |
| University Hospital                                           | Zürich-Elveția      | University Hospital                             | Gebrüder Sulzer            | 1975            | 0,5...101                      |
| Centrul de scafandri                                          | Constanța-România   | Forțele Navale Române                           | Comex                      | 1976            | 50                             |
| Canadian National Diving Research Facility                    | Downsview-Ontario   | DCIEM                                           | Canadian Wickers           | 1977/78         | 170                            |
| Norwegian Underwater Institute (NUI)                          | Bergen-Norvegia     | NUI                                             | Kvaerner Brug              | 1978            | 50...65                        |
| Duke University Arhivat în 11 iunie 2010, la Wayback Machine. | Durham - S.U.A.     | Duke University                                 | Dixie Manufacturing        |                 | 31...109                       |
| Italian Navy                                                  | La Spezia-Italia    | Marina Italiană                                 | Drass Galeazzi             |                 | 20...30                        |
| Swedish Naval Diving Center                                   | Stockholm-Suedia    | Marina suedeză                                  | Comex                      | 1979            | 40                             |
| GUSI                                                          | Geesthacht-Germania | GKSS Arhivat în 7 mai 2010, la Wayback Machine. | Drägerwerk                 | 1982            | 60...100                       |
| DFVLR Arhivat în 12 martie 2016, la Wayback Machine.          | Bonn-Wahn-Germania  | DFVLR                                           | Drägerwerk                 | 1983            | 25...150                       |

| Anul | Experiment   | Locație              | Adâncime (m) | Amestec respirator | Durată  | Scafandri |
| ---- | ------------ | -------------------- | ------------ | ------------------ | ------- | --------- |
| 1974 | Sagitaire    | Comex                | 610          | Heliox             | 11 zile | 2         |
| 1981 | Atlantis III | Duke University      | 686          | Trimix             | 7 zile  | 3         |
| 1984 | Pontus IV    | Centrul de scafandri | 500          | Heliox             |         | 4         |
| 1989 | Hydra IX     | Comex                | 300          | Hidrox             | 30 zile | 4         |
| 1992 | Hydra X      | Comex                | 701          | Hidreliox          |         |           |